# Michaił Murawjow-Amurski
Michaił Walerianowicz Murawjow-Amurski, ros. Михаил Валерианович Муравьев-Амурский (ur. 1 maja 1898 r., zm. 13 maja 1930 r. we Florencji)
Pochodził z rodu książęcego. Ukończył Korpus Paziów. Wstąpił do armii rosyjskiej. Służył w Tatarskim Pułku Konnym. Brał udział w I wojnie światowej. Przeszedł do lejbgwardii Pułku Jegierskiego. Trzykrotnie był ranny. W 1919 r. wstąpił do wojsk Białych gen. Nikołaja N. Judenicza. Objął dowództwo straży przybocznej gen. N. N. Judenicza. Po klęsce wojsk Białych na pocz. 1920 r., przybył do Polski, gdzie został dowódcą straży przybocznej gen. Piotra W. Głazenapa, dowódcy nowo formowanej 3 Armii Rosyjskiej. Wiosną 1921 r. w Warszawie został aresztowany przez Polaków pod zarzutem przygotowywania zamachu na Borisa W. Sawinkowa. Po wyjściu na wolność wyjechał do Francji, a następnie zamieszkał we Włoszech.